# Ron Richards
Ronald „Ron” Richards  (ur. 5 czerwca 1963 w Oshawa) – kanadyjski skoczek narciarski. Najlepsze wyniki w Pucharze Świata osiągnął w sezonie 1989/1990, kiedy zajął 27. miejsce w klasyfikacji generalnej.
Startował na mistrzostwach świata w Oslo, Seefeld, Oberstdorfie i Val di Fiemme, mistrzostwach świata w lotach w Vikersund oraz igrzyskach olimpijskich w Sarajewie, Calgary i Albertville, ale bez sukcesów.

## Puchar Świata w skokach narciarskich

### Miejsca w klasyfikacji generalnej
- sezon 1981/1982: 52
- sezon 1982/1983: 34
- sezon 1983/1984: 49
- sezon 1984/1985: 46
- sezon 1987/1988: 59
- sezon 1988/1989: 45
- sezon 1989/1990: 27
- sezon 1990/1991: 47

## Mistrzostwa świata w lotach
- Indywidualnie
  - 1990 Vikersund (NOR) – 41. miejsce

## Igrzyska olimpijskie
- Indywidualnie
  - 1984 Sarajewo (YUG) – 25. miejsce (duża skocznia), 29. miejsce (normalna skocznia)
  - 1988 Calgary (CAN) – 53. miejsce (duża skocznia), 32. miejsce (normalna skocznia)
  - 1992 Albertville (FRA) – 43. miejsce (duża skocznia), 46. miejsce (normalna skocznia)

## Mistrzostwa świata
- Indywidualnie
  - 1982 Oslo (NOR) – 20. miejsce (duża skocznia), 34. miejsce (normalna skocznia)
  - 1985 Seefeld (AUT) – 30. miejsce (normalna skocznia)
  - 1987 Oberstdorf (RFN) – 47. miejsce (duża skocznia), 56. miejsce (normalna skocznia)
  - 1989 Lahti (FIN) – 47. miejsce (duża skocznia), 61. miejsce (normalna skocznia)
  - 1991 Val di Fiemme (ITA) – 38. miejsce (duża skocznia), 36. miejsce (normalna skocznia)